# سیارک ۱۵۲۵۰
سیارک ۱۵۲۵۰ (به انگلیسی: 15250 Nishiyamahiro، نامگذاری:1990DZ)۱۵۲۵۰مین سیارک کشف شده‌است که در ۲۸ فوریه ۱۹۹۰ کشف شد.